# Éléonore d'Arborée
Pour les articles homonymes, voir Arborée.
Éléonore d'Arborée (en italien Eleonora d'Arborea, en sarde Elianora de Arbarèe), née vers 1340 à Molins de Rei en Catalogne, et morte en 1404 à Oristano en Sardaigne, est régente du judicat d'Arborée à partir de 1383. Elle est célèbre pour avoir promulgué la Carta de Logu (it), véritable code civil avant la lettre. Elle reste un symbole d'indépendance et de liberté pour le peuple sarde au même titre que Giovanni Maria Angioy.

## Biographie
Elle est la fille de Mariano IV d'Arborée, juge du judicat d'Arborée depuis 1347, et de Timbora de Rocabertí (it), une noble catalane.
Le judicat d'Arborée, situé sur la côte ouest de l’île (correspondant approximativement à l’actuelle province d’Oristano), s'étend alors sur un tiers de la Sardaigne et en est le seul territoire indépendant. C'est le rival du royaume de Sardaigne vassal de celui d’Aragon depuis la conquête de la Sardaigne par les Aragonais. Entre 1368 et 1374, son père élargit l’influence du judicat à l’ensemble de la Sardaigne à l’exception des villes de Cagliari et d’Alghero restées sous le contrôle de la couronne d’Aragon.
Sœur cadette d’Hugues et de Béatrice, Éléonore passe ses premières années à Oristano et au château de Goceano. Vers 1376, elle épouse Brancaleone Doria, un notable génois dont la famille est établie dans le Logudoro voisin. Son père cherche alors à renforcer ses alliances pour contrer la domination aragonaise. Elle réside à Castelgenovese. Dans un dessein dynastique, elle se rend à Gênes en 1382 pour accorder un crédit au doge Nicolò Guarco et arranger le mariage de leurs enfants Frédéric et Bianchina.
Son frère Ugone III d'Arborée, juge depuis la mort de son père en 1375 et rallié au parti anti-catalan, et sa nièce Benedetta d'Arborea (it) sont assassinés en 1383 pendant une révolte nobiliaire. Éléonore calme les insurgés et favorise auprès de la Corona de Logu (it) l’élection de son fils encore mineur Federico d'Arborée comme juge aux dépens de son neveu Guillaume Ier de Narbonne, fils de sa sœur aîné Béatrice. Alors qu’il est à Barcelone pour traiter de la succession, son mari est arrêté sur ordre de Pierre IV d'Aragon, conduit à Cagliari pour y être emprisonné et retenu en otage à la tour San Pancrazio puis dans celle de l'Éléphant.

Les quatre judicats de Sardaigne.

En exerçant la régence, Éléonore occupe un rôle inhabituel pour une femme à cette époque. Après la politique autoritaire de son frère, recourant aux mercenaires allemands, provençaux et bourguignons pour affirmer son pouvoir, elle renoue avec la manière de gouverner de son père. Elle élargit le contenu des dispositions de la Carta de Logu, un ensemble de lois déjà promulguées par son père puis révisées par son frère.

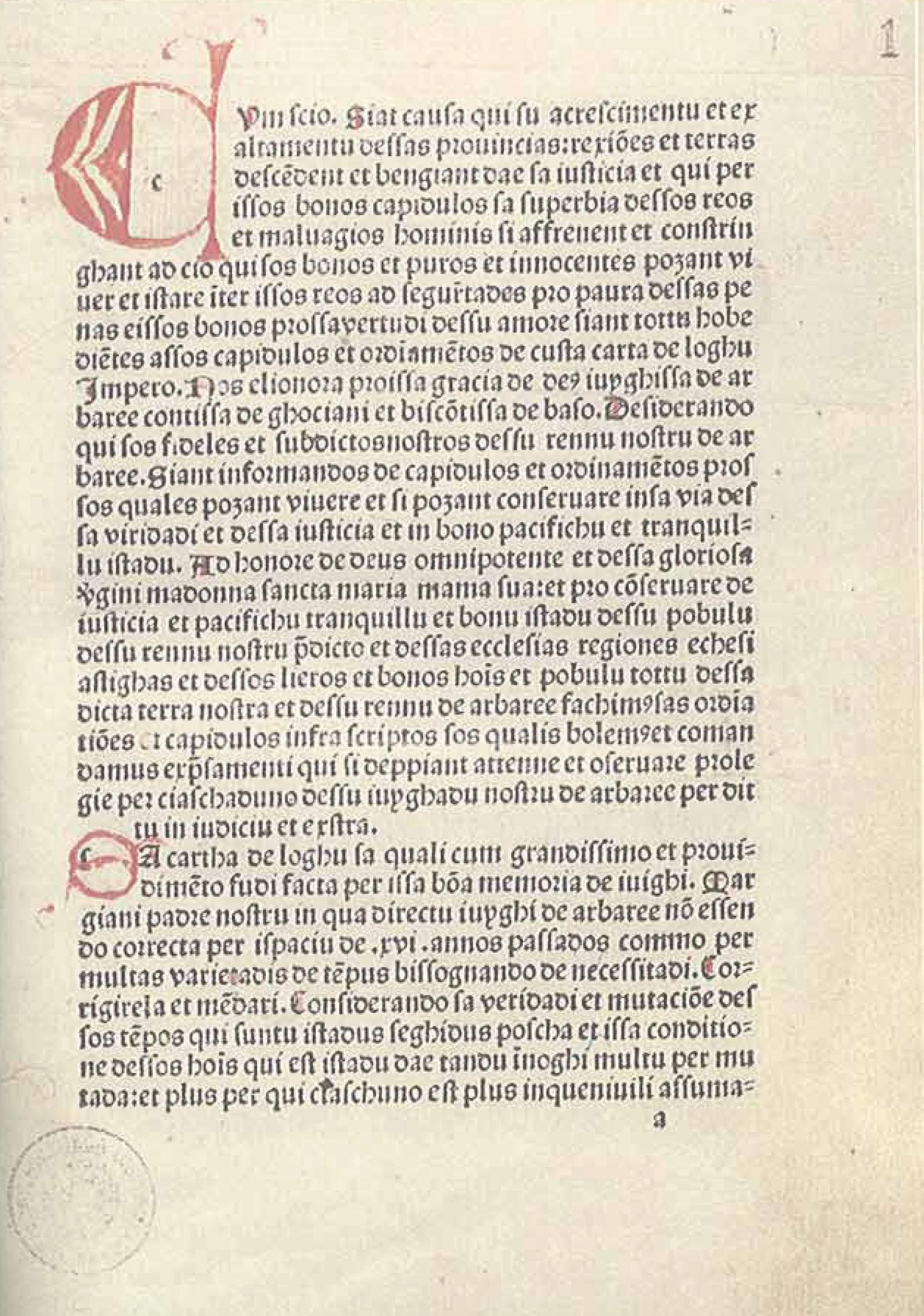
Incipit de la Carta de Logu.

Cette charte, écrite en langue sarde, montre une conception moderne du droit et de la personne. Elle témoigne de la conception que se font les Sardes de l'État à cette époque en intégrant les apports des civilisations passées romaine et byzantine et les traditions indigènes (coutumes et institutions vraisemblablement issus de la culture nuragique). Cette charte, montrant la modernité et l’originalité des institutions juridiques et administratives, symbolise l’autonomie féodale sarde face aux immixtions répétées de la tutelle aragonaise. Le judicat dispose d’institutions semi-démocratiques. Chaque division administrative appelée curatorie dispose d’un conseil dit Corona de Curatoria constitué de notables, prélats et fonctionnaires nommés par le souverain. Ces assemblées élisent à leur tour leurs représentants au parlement du judicat la Corona de Logu.
Un premier traité de paix, signé en 1386 entre l’Arborée et l’Aragon, n’est pas respecté. Le second fils d'Éléonore, Mariano V d'Arborée, est élu juge en 1387 à la mort de son frère aîné. Un nouveau traité Ultima Pax Sardiniae est signé à Cagliari le 24 janvier 1388 reprenant intégralement le texte de l’accord précédent. Les Sardes, qui doivent payer des réparations et restituer les territoires conquis, se retrouvent dans la situation d'avant 1353. Brancaleone Doria est libéré le 1er janvier 1390. Éléonore reprend les hostilités contre le roi Jean Ier d'Aragon dès 1392. Les territoires perdus sont intégralement reconquis. Son alliance avec la république de Gênes permet au judicat de garder son indépendance vis-à-vis de l’Aragon jusqu’à la bataille de Sanluri perdue le 30 juin 1409 par Guillaume II de Narbonne face à Martin Ier de Sicile fils du roi Martin Ier d'Aragon, marquant la fin du judicat.
Éléonore promulgue la Carta de Logu en 1392. Ce codex précurseur en Europe, confirmé comme loi nationale des Sardes par Alphonse V lors du parlement tenu à Cagliari en 1421, restera en vigueur sur l’île jusqu’au 16 janvier 1827, date de son remplacement par le code de Charles-Félix de Savoie. À la fois code civil et code rural, c’est un ensemble de lois très progressistes, traitant de sujets divers tels que la paysannerie (amélioration du vignoble, de l’élevage porcin,...), prévoyant que la plupart des violations sont passibles d'amendes plutôt que de châtiments corporels, donnant aux femmes des garanties sur les droits de propriété stipulant que les garçons et les filles héritent de manière égale...

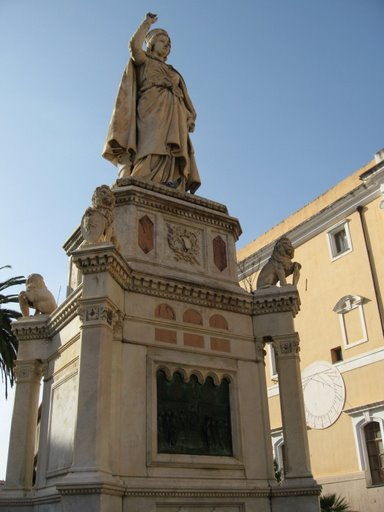
Oristano : statue d’Éléonore tenant dans sa main la Carta de Logu.

Éléonore établit la première loi de protection des rapaces face au braconnage ; même si cette dernière était probablement destinée à réserver l'utilisation de ces oiseaux à la seule noblesse. Le faucon d'Éléonore (Falco eleonorae), présent sur l’île, porte son nom de par l’hommage rendu par le naturaliste Alberto La Marmora.
Éléonore d’Arborée meurt en 1404, alors que l’île est frappée depuis 1402 par une nouvelle épidémie de peste.
Son fils Mariano V, émancipé, assume effectivement le pouvoir. À sa mort en 1407, l'alliance entre la famille Doria et l'Arborée devient caduque. La Corona de Logu désigne juge Guillaume II de Narbonne, un petit-fils de Béatrice d'Arborée, sœur d’Éléonore, et épouse du vicomte Aymeri VI de Narbonne.
L'une des rares effigies authentiques d'Éléonore (avec ceux de Mariano IV, Ugone III et Brancaleone Doria) est identifiée en 1981 par l'historien Francesco Cesare Casula (it) dans les corbeaux suspendus de l'abside de l'église de San Gavino Martire (Chiesa di San Gavino Martire (San Gavino Monreale) (it)) à San Gavino Monreale proche de leur résidence du château de Monreale (Castello di Monreale (Sardara) (it)) à Sardara.
Sa vie a inspiré le livret de l'opéra Eleonora d'Arborea, écrit par Giuseppe Dessì et Marco Gagliardo, avec une musique de Franco Oppo (it) et créé en 1986.
En 1997, son nom est donné à une nouvelle digue construite sur le lac Omodeo.